# لوزنیچکو پویه
لوزنیچکو پویه (به صربی: Lozničko Polje) یک منطقهٔ مسکونی در صربستان است که در لوزنیسا واقع شده‌است. لوزنیچکو پویه ۷٬۹۲۲ نفر جمعیت دارد.